# اقتصاد إندونيسيا

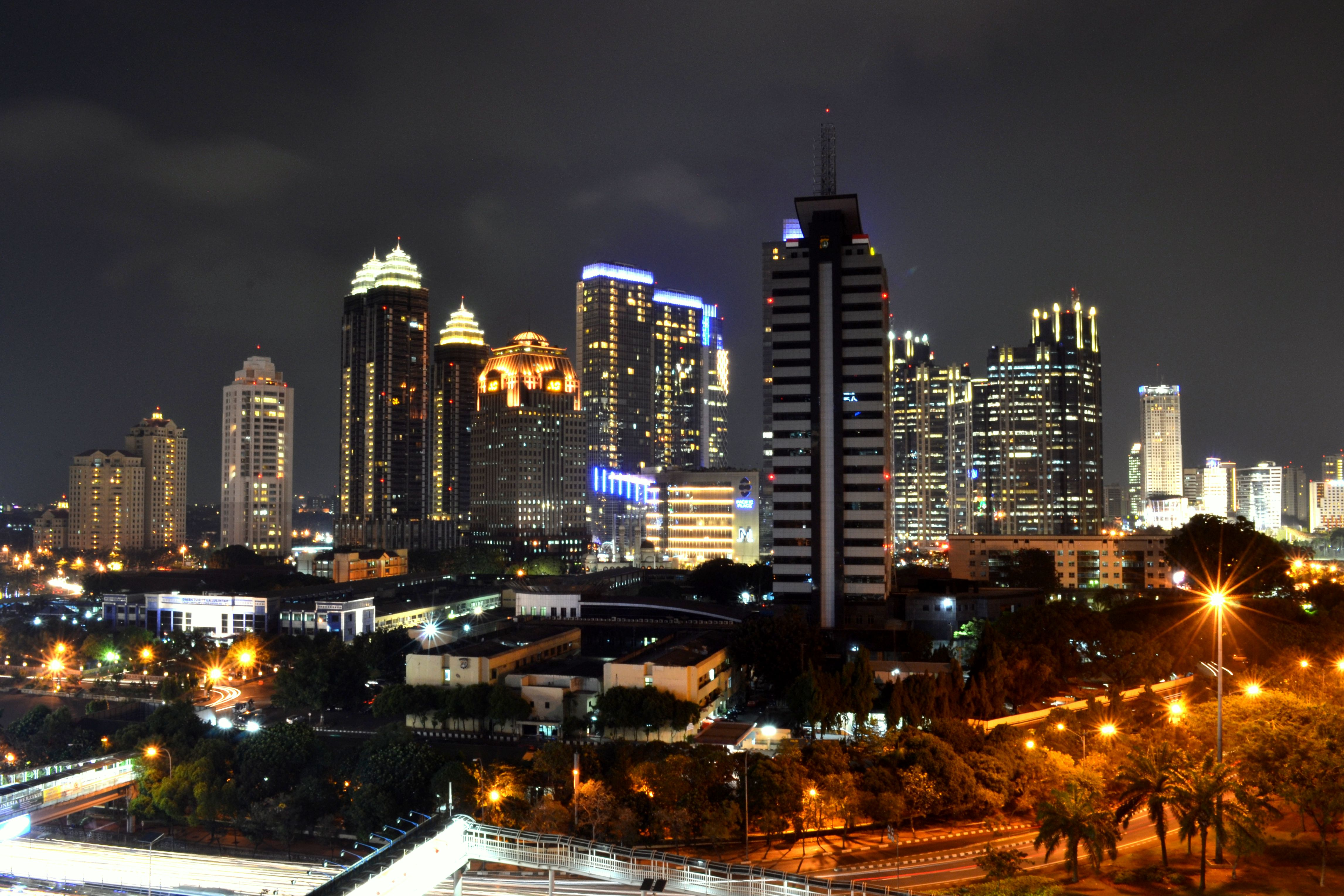
حي سورديمان المركزي للأعمال في جاكارتا.

اقتصاد إندونيسيا هو أكبر اقتصاد في جنوب شرق آسيا وواحد من اقتصادات الدول الناشئة في العالم. إندونيسيا عضو في مجموعة العشرين وتُصنف على أنها دولة صناعية جديدة. تُعتبر الدولة ذات الترتيب السادس عشر في قائمة الدول المصنفة حسب الناتج الإجمالي المحلي والدولة السابعة في تكافؤ القوة الشرائية. قُدّر اقتصادها بـ 40 مليار دولار في عام 2019، ومن المتوقع أن يتخطى اقتصاد الإنترنت لإندونيسيا حاجز 130 مليار دولار بحلول عام 2025. ما تزال إندونيسيا تعتمد على السوق المحلية والإنفاق الحكومي من الميزانية وملكيتها للمؤسسات التي تملكها الدولة (تمتلك الحكومة المركزية 141 مؤسسة). تلعب إدارة أسعار مجموعة السلع الأساسية (بما فيها الأرز والكهرباء) دورًا مهمًا في اقتصاد السوق الإندونيسي. مع ذلك، ومنذ تسعينيات القرن العشرين كانت غالبية الاقتصاد خاضعة لسيطرة الأفراد الإندونيسيين والشركات الأجنبية.
في أعقاب الأزمة المالية الآسيوية لعام 1997، حجزت الحكومة على جزء كبير من ممتلكات القطاع الخاص من خلال الاستحواذ على القروض المصرفية غير العاملة وممتلكات الشركات من خلال عملية إعادة هيكلة الديون إذ بيعت الشركات المحجوزة للخصخصة بعد عدة سنوات لاحقًا. منذ عام 1999، استرد الاقتصاد عافيته في السنوات الأخيرة وتسارع نموه لأكثر من 4-6%.
في عام 2012، حلت إندونيسيا محل الهند كثاني أسرع اقتصاد نموًّا -بعد الصين- بين دول مجموعة العشرين. منذ ذلك الوقت، تباطأ النمو السنوي واستقر على معدل 5%.

## التاريخ

### فترة حكم سوكارنو
في السنوات التالية تمامًا لإعلان الاستقلال الإندونيسي، تسبب الاجتياح الياباني والصراع بين القوات الهولندية والقوات الجمهورية في شلّ إنتاج البلاد إلى جانب انخفاض تصدير سلع مثل المطاط والزيت إلى 12 و5% على التوالي عن مستوياتهم السابقة للحرب العالمية الثانية.
تأسس بنك إندونيسيا الحكومي وهو أول بنك جمهوري خاضع لسيطرة الحكومة (بنك نيغارا إندونيسيا، بي إن آي) في 5 يوليو عام 1946. كانت البداية بمثابة الصانع والموزع لعملة أو آر آي (نقود جمهورية إندونيسيا)، وهي عملة أُطلقت من قبل الحكومية الإندونيسية والتي كانت سابقةً للروبية. على الرغم من ذلك، أُطلقت العملة خلال الاجتياح الياباني وكانت لا تزال متداولة من قبل السلطات الهولندية إذ سببت بساطة عملة (أو آر آي) سهولة تزويرها ما أدى إلى تفاقم الأمور. شهدت إندونيسيا بين عامي 1949 و1960 العديد من الاضطرابات الاقتصادية. أدى كل من الاعتراف باستقلال البلاد من قبل الهولنديين وحل الولايات المتحدة الإندونيسية في عام 1950، وفترة الديمقراطية الليبرالية اللاحقة وتأميم بنك دو جافاش ليصبح بنك إندونيسيا الجديد والاستيلاء على ممتلكات الشركات الهولندية اللاحق لنزاعات غينيا الجديدة الغربية، كل ذلك أدى إلى انخفاض قيمة الأوراق النقدية الهولندية إلى نصف قيمتها. خلال فترة الديمقراطية الموجهة في ستينيات القرن العشرين، تدهور الاقتصاد بشكل كبير كنتيجة لعدم الاستقرار السياسي. كانت الحكومة تفتقر للخبرة الكافية لتنفيذ سياسات الاقتصاد الكلي، ما أدى إلى جوع وفقر شديدين.
بحلول الوقت الذي سقط فيه سوكارنو في منتصف ستينيات القرن العشرين كان الاقتصاد في حالة فوضى مع تضخم اقتصادي سنوي بمعدل 1000% وتقلص عائدات التصدير والبنية التحتية المتهالكة والمعامل التي تعمل بالحد الأدنى من طاقتها والاستثمار الذي لا يكاد يذكر. مع ذلك، اعتُبرت التحسينات الاقتصادية في إندونيسيا بعد عام 1960 جديرة بالملاحظة عند الأخذ بعين الاعتبار قلة الإندونيسيين الأصليين في خمسينيات القرن العشرين الذين تلقوا تعليمًا رسميًا في ظل السياسات الاستعمارية الهولندية.

### حكومة جديدة
في أعقاب سقوط الرئيس سوكارنو، أدخلت إدارة الحكومة الجديدة درجة من التنظيم إلى السياسة الاقتصادية التي أدت بسرعة إلى انخفاض سريع للتضخم الاقتصادي، وإلى استقرار العملة وإعادة جدولة الديون الخارجية واجتذبت المساعدات الأجنبية والاستثمار. (اقرأ عن المجموعات الحكومية المشتركة وبيركلي مافيا). كانت إندونيسيا حتى وقت قريب العضو الوحيد في أوبك (منظمة الدول المصدرة للنفط) من جنوب شرق آسيا، وقد وفر ارتفاع سعر النفط في سبعينيات القرن العشرين عائد إيراد مفاجئًا وكبيرًا ناتجًا عن التصدير ما ساهم في ارتفاع معدلات النمو الاقتصادي بمعدل يزيد عن 7% من عام 1968 حتى عام 1981. بسبب المستويات العالية من التنظيم والاعتماد على تخفيض سعر النفط، انخفض معدل النمو إلى 4.5% سنويًا بين عامي 1981 و1988. أدخِلت مجموعة من الإصلاحات الاقتصادية في أواخر ثمانينيات القرن العشرين بما فيها إدارة تخفيض قيمة الروبية لتحسين التنافسية على التصدير وتخفيف الرقابة على القطاع المالي.
تدفق الاستثمار الأجنبي إلى إندونيسيا -بشكل خاص إلى القطاع الصناعي سريع النمو والموجه للتصدير- ونما الاقتصاد الإندونيسي من عام 1989 حتى عام 1997 بمعدل يزيد عن 7%. ازداد نصيب الفرد من الناتج الإجمالي المحلي بنسبة 545% منذ عام 1970 حتى عام 1980 كنتيجة للزيادة المفاجئة في عائدات تصدير النفط بين عامي 1973 و1979. غطّت المستويات العالية من النمو الاقتصادي العديد من نقاط الضعف الهيكلية في الاقتصاد. كان ثمن ذلك عاليًا بما يتعلق بضعف المؤسسات الحكومية وفسادها، ومديونية عامة شديدة بسبب سوء إدارة القطاع المالي والنفاذ السريع للموارد الطبيعية وثقافة المحاباة والرشوة بين نخبة رجال الأعمال. كان الفساد نشطًا بشكل خاص في تسعينيات القرن العشرين، إذ وصل إلى أعلى مستوياته في الهرمية السياسية عندما أصبح سوهارتو أكثر القادة فسادًا وفقًا لمنظمة الشفافية الدولية. كنتيجة لذلك، كان النظام القانوني ضعيفًا ولم تكن هناك طريقة فعالة لوضع العقود موضع تنفيذ وجمع الديون أو المقاضاة بسبب الإفلاس. كانت الممارسات المصرفية غير معقدة للغاية إذ كان القرض القائم على الضمان هو انتهاكًا واسعًا ومبدئيًا للقانون التحوطي بما في ذلك القيود المفروضة على القروض المتصلة بها. كانت الحواجز غير المجمركة وسعي الشركات التي تمتلكها الحكومة للحصول على الريع الاحتكاري والإعانات المحلية وحواجز التجارة المحلية وقيود التصدير، كلها كانت عوامل مسببة للتشوهات الاقتصادية.
أصبحت الأزمة المالية الآسيوية في عام 1997 والتي بدأت تؤثر على إندونيسيا أزمة سياسية واقتصادية. كانت الاستجابة المبدئية هي تعويم الروبية، ورفع أسعار الفائدة المحلية الرئيسية وتشديد السياسة المالية. في شهر أكتوبر عام 1997، توصلت إندونيسيا وصندوق النقد الدولي إلى اتفاق على برنامج إصلاح اقتصادي يهدف إلى تحقيق الاستقرار في الاقتصاد الكلي وإقصاء بعض السياسات الاقتصادية الأكثر ضررًا للبلاد، مثل برنامج السيارات الوطنية واحتكار الثوم إذ تضمن كلاهما تدخلًا من أفراد من عائلة سوهارتو. بقيت الروبية ضعيفة وأُجبر سوهارتو على الاستقالة في شهر مايو عام 1998 بعد اندلاع أعمال شغب هائلة. في شهر أغسطس عام 1998، وافقت إندونيسيا وصندوق النقد الدولي على برنامج تسهيلات موسع في عهد الرئيس بي. جي. حبيبي تضمّن أهدافًا إصلاحية هيكلية هامة. استلم الرئيس عبد الرحمن وحيد منصبه في شهر أكتوبر من عام 1999 ووقعت إندونيسيا وصندوق النقد الدولي على برنامج تسهيلات موسع جديد في شهر يناير من عام 2000.
يحتوي البرنامج الجديد على مجموعة من الأهداف الحكومية والإصلاحات الهيكلية والاقتصادية. كانت تأثيرات الأزمة حادّةً. بحلول شهر نوفمبر من عام 1997، كان قد سبب الانخفاض السريع في قيمة العملة ديونًا بقيمة تصل إلى 60 مليار دولار أمريكي، ما سبب ضغوطًا شديدة على ميزانية الحكومة. في عام 1998، انخفض الناتج الإجمالي المحلي الحقيقي بنسبة 13% ووصل الاقتصاد إلى مرحلة سيئة في منتصف عام 1999 بمعدل نمو للناتج الإجمالي المحلي الحقيقي بنسبة 0.8%. بلغ التضخم الاقتصادي 72% في عام 1998 لكنه تباطأ بنسبة 2% في عام 1999. انخفضت قيمة الروبية التي كانت تعادل كل 2600 روبية/ دولارًا أمريكيًا في بداية شهر أغسطس من عام 1997 إلى 11000 روبية/ دولارًا أمريكيًا بحلول شهر يناير من عام 1998، مع سعر صرف فوري بحوالي 15000 لمدة قصيرة خلال النصف الأول من عام 1998. عادت قيمته إلى نطاق 8000 روبية/ دولار أمريكي في نهاية عام 1998 وتراوحت بشكل عام بين 8000-1000 روبية / دولار أمريكي منذ ذلك الحين، مع تقلبات تدريجيّة يمكن التنبؤ بها. مع ذلك، بدأت قيمة الروبية تنخفض إلى أكثر من 11000 روبية/ دولار أمريكي في عام 2013، وبلغت قيمته بحلول شهر نوفمبر من عام 2016  13000 روبية/ دولار أمريكي.

## الإحصائيات
يوضح الجدول التالي المؤشرات الاقتصادية الرئيسية في 1980-2021 (مع تقديرات خبراء صندوق النقد الدولي في 2022-2027). التضخم أقل من 5٪ باللون الأخضر.
| السنة | الناتج المحلي الإجمالي (بالدولار الأمريكي، تعادل القوة الشرائية) | نصيب الفرد من الناتج المحلي الإجمالي (بالدولار الأمريكي، تعادل القوة الشرائية) | الناتج المحلي الإجمالي (بالدولار الأمريكي، الاسمي) | نصيب الفرد من الناتج المحلي الإجمالي (بالدولار الأمريكي، الاسمي) | النمو   | التضخم (نسبة مئوية) | البطالة (نسبة مئوية) | الدين الحكومي (نسبة مئوية من الناتج المحلي الإجمالي) |
| ----- | ---------------------------------------------------------------- | ------------------------------------------------------------------------------ | -------------------------------------------------- | ---------------------------------------------------------------- | ------- | ------------------- | -------------------- | ---------------------------------------------------- |
| 1980  | 189.7                                                            | 1,286.3                                                                        | 99.3                                               | 673.2                                                            | ▲9.9%   | 18.0%               | غير معروف            | غير معروف                                            |
| 1981  | ▲223.4                                                           | ▲1,485.6                                                                       | ▲110.8                                             | ▲737.0                                                           | ▲7.6%   | 12.2%               | غير معروف            | غير معروف                                            |
| 1982  | ▲242.6                                                           | ▲1,581.6                                                                       | ▲113.8                                             | ▲741.9                                                           | ▲2.2%   | 9.5%                | غير معروف            | غير معروف                                            |
| 1983  | ▲262.7                                                           | ▲1,679.3                                                                       | ▼103.1                                             | ▼659.5                                                           | ▲4.2%   | 11.8%               | غير معروف            | غير معروف                                            |
| 1984  | ▲292.7                                                           | ▲1,835.4                                                                       | ▲107.2                                             | ▲672.2                                                           | ▲7.6%   | 10.5%               | 1.6%                 | غير معروف                                            |
| 1985  | ▲313.8                                                           | ▲1,929.2                                                                       | ▼107.1                                             | ▼658.2                                                           | ▲3.9%   | ▲4.7%               | 2.2%                 | غير معروف                                            |
| 1986  | ▲343.1                                                           | ▲2,068.7                                                                       | ▼101.2                                             | ▼610.2                                                           | ▲7.2%   | 5.8%                | 2.8%                 | غير معروف                                            |
| 1987  | ▲374.7                                                           | ▲2,215.4                                                                       | ▼95.2                                              | ▼562.9                                                           | ▲6.6%   | 9.3%                | 2.6%                 | غير معروف                                            |
| 1988  | ▲415.0                                                           | ▲2,406.0                                                                       | ▲107.3                                             | ▲621.9                                                           | ▲7.0%   | 8.1%                | 2.9%                 | غير معروف                                            |
| 1989  | ▲470.5                                                           | ▲2,674.6                                                                       | ▲122.6                                             | ▲696.9                                                           | ▲9.1%   | 6.4%                | 2.9%                 | غير معروف                                            |
| 1990  | ▲532.0                                                           | ▲2,965.9                                                                       | ▲138.3                                             | ▲770.8                                                           | ▲9.0%   | 7.8%                | 2.6%                 | غير معروف                                            |
| 1991  | ▲599.1                                                           | ▲3,285.4                                                                       | ▲154.6                                             | ▲847.6                                                           | ▲8.9%   | 9.4%                | 2.7%                 | غير معروف                                            |
| 1992  | ▲652.7                                                           | ▲3,521.1                                                                       | ▲168.3                                             | ▲907.8                                                           | ▲6.5%   | 7.5%                | 2.8%                 | غير معروف                                            |
| 1993  | ▲721.4                                                           | ▲3,827.8                                                                       | ▲190.9                                             | ▲1,013.1                                                         | ▲8.0%   | 9.7%                | 2.8%                 | غير معروف                                            |
| 1994  | ▲792.3                                                           | ▲4,135.8                                                                       | ▲213.7                                             | ▲1,115.6                                                         | ▲7.5%   | 8.5%                | 4.5%                 | غير معروف                                            |
| 1995  | ▲875.4                                                           | ▲4,495.1                                                                       | ▲244.2                                             | ▲1,254.0                                                         | ▲8.2%   | 9.4%                | 7.4%                 | غير معروف                                            |
| 1996  | ▲961.2                                                           | ▲4,878.9                                                                       | ▲274.7                                             | ▲1,394.5                                                         | ▲7.8%   | 8.0%                | 5.0%                 | غير معروف                                            |
| 1997  | ▲1,023.7                                                         | ▲5,136.9                                                                       | ▼260.7                                             | ▼1,308.1                                                         | ▲4.7%   | 6.2%                | 4.8%                 | غير معروف                                            |
| 1998  | ▼899.3                                                           | ▼4,461.3                                                                       | ▼115.3                                             | ▼572.1                                                           | ▼-13.1% | 58.4%               | 5.5%                 | غير معروف                                            |
| 1999  | ▲919.2                                                           | ▲4,507.9                                                                       | ▲169.2                                             | ▲829.6                                                           | ▲0.8%   | 20.5%               | 6.4%                 | غير معروف                                            |
| 2000  | ▲986.8                                                           | ▲4,784.3                                                                       | ▲179.5                                             | ▲870.2                                                           | ▲5.0%   | ▲3.7%               | 6.1%                 | 87.4%                                                |
| 2001  | ▲1,045.8                                                         | ▲4,999.0                                                                       | ▼174.5                                             | ▼834.1                                                           | ▲3.6%   | 11.5%               | 8.1%                 | 73.7%                                                |
| 2002  | ▲1,109.9                                                         | ▲5,230.8                                                                       | ▲212.8                                             | ▲1,002.9                                                         | ▲4.5%   | 11.9%               | 9.1%                 | 62.3%                                                |
| 2003  | ▲1,185.9                                                         | ▲5,510.4                                                                       | ▲255.4                                             | ▲1,186.8                                                         | ▲4.8%   | 6.8%                | 9.7%                 | 55.6%                                                |
| 2004  | ▲1,279.0                                                         | ▲5,859.4                                                                       | ▲279.6                                             | ▲1,280.7                                                         | ▲5.0%   | 6.1%                | 9.9%                 | 51.3%                                                |
| 2005  | ▲1,394.2                                                         | ▲6,297.4                                                                       | ▲310.8                                             | ▲1,403.9                                                         | ▲5.7%   | 10.5%               | 11.2%                | 42.6%                                                |
| 2006  | ▲1,516.3                                                         | ▲6,752.5                                                                       | ▲396.3                                             | ▲1,764.8                                                         | ▲5.5%   | 13.1%               | 10.3%                | 35.8%                                                |
| 2007  | ▲1,656.1                                                         | ▲7,271.3                                                                       | ▲470.1                                             | ▲2,064.2                                                         | ▲6.3%   | 6.3%                | 9.1%                 | 38.1%                                                |
| 2008  | ▲1,813.5                                                         | ▲7,850.3                                                                       | ▲558.6                                             | ▲2,418.0                                                         | ▲7.4%   | 9.9%                | 8.4%                 | 30.3%                                                |
| 2009  | ▲1,910.9                                                         | ▲8,155.8                                                                       | ▲577.5                                             | ▲2,465.0                                                         | ▲4.7%   | ▲4.8%               | 7.9%                 | 26.5%                                                |
| 2010  | ▲2,057.2                                                         | ▲8,656.8                                                                       | ▲755.3                                             | ▲3,178.1                                                         | ▲6.4%   | 5.1%                | 7.1%                 | 24.5%                                                |
| 2011  | ▲2,229.5                                                         | ▲9,213.2                                                                       | ▲892.6                                             | ▲3,688.5                                                         | ▲6.2%   | 5.3%                | 6.6%                 | 23.1%                                                |
| 2012  | ▲2,413.4                                                         | ▲9,833.7                                                                       | ▲919.0                                             | ▲3,744.5                                                         | ▲6.0%   | ▲4.0%               | 6.1%                 | 23.0%                                                |
| 2013  | ▲2,535.0                                                         | ▲10,188.3                                                                      | ▼916.6                                             | ▼3,684.0                                                         | ▲5.6%   | 6.4%                | 6.3%                 | 24.9%                                                |
| 2014  | ▲2,622.3                                                         | ▲10,399.0                                                                      | ▼891.1                                             | ▼3,533.6                                                         | ▲5.0%   | 6.4%                | 5.9%                 | 24.7%                                                |
| 2015  | ▲2,647.7                                                         | ▼10,359.3                                                                      | ▼860.7                                             | ▼3,367.7                                                         | ▲4.9%   | 6.4%                | 6.2%                 | 27.0%                                                |
| 2016  | ▲2,744.9                                                         | ▲10,618.7                                                                      | ▲932.1                                             | ▲3,605.7                                                         | ▲5.0%   | ▲3.5%               | 5.6%                 | 28.0%                                                |
| 2017  | ▲2,894.1                                                         | ▲11,073.5                                                                      | ▲1,015.5                                           | ▲3,885.5                                                         | ▲5.1%   | ▲3.8%               | 5.5%                 | 29.4%                                                |
| 2018  | ▲3,116.6                                                         | ▲11,798.0                                                                      | ▲1,042.7                                           | ▲3,947.2                                                         | ▲5.2%   | ▲3.3%               | 5.2%                 | 30.4%                                                |
| 2019  | ▲3,331.6                                                         | ▲12,481.9                                                                      | ▲1,119.5                                           | ▲4,194.1                                                         | ▲5.0%   | ▲2.8%               | 5.2%                 | 30.6%                                                |
| 2020  | ▼3,302.1                                                         | ▼12,220.7                                                                      | ▼1,062.2                                           | ▼3,931.0                                                         | ▼-2.1%  | ▲2.0%               | 7.1%                 | 39.8%                                                |
| 2021  | ▲3,566.3                                                         | ▲13,099.3                                                                      | ▲1,187.3                                           | ▲4,361.2                                                         | ▲3.7%   | ▲1.6%               | 6.5%                 | 41.2%                                                |
| 2022  | ▲4,023.5                                                         | ▲14,638.4                                                                      | ▲1,289.4                                           | ▲4,691.2                                                         | ▲5.3%   | ▲4.6%               | 5.5%                 | 40.9%                                                |
| 2023  | ▲4,373.9                                                         | ▲15,765.6                                                                      | ▲1,388.7                                           | ▲5,005.5                                                         | ▲5.0%   | 5.5%                | 5.3%                 | 40.4%                                                |
| 2024  | ▲4,706.1                                                         | ▲16,809.7                                                                      | ▲1,507.0                                           | ▲5,382.8                                                         | ▲5.4%   | ▲3.2%               | 5.2%                 | 40.4%                                                |
| 2025  | ▲5,049.4                                                         | ▲17,877.0                                                                      | ▲1,631.6                                           | ▲5,776.6                                                         | ▲5.3%   | ▲3.0%               | 5.1%                 | 40.3%                                                |
| 2026  | ▲5,413.5                                                         | ▲19,001.6                                                                      | ▲1,762.1                                           | ▲6,185.1                                                         | ▲5.2%   | ▲3.0%               | 5.1%                 | 40.1%                                                |
| 2027  | ▲5,800.6                                                         | ▲20,191.0                                                                      | ▲1,901.2                                           | ▲6,617.7                                                         | ▲5.1%   | ▲3.0%               | 5.1%                 | 39.8%                                                |

## القطاعات

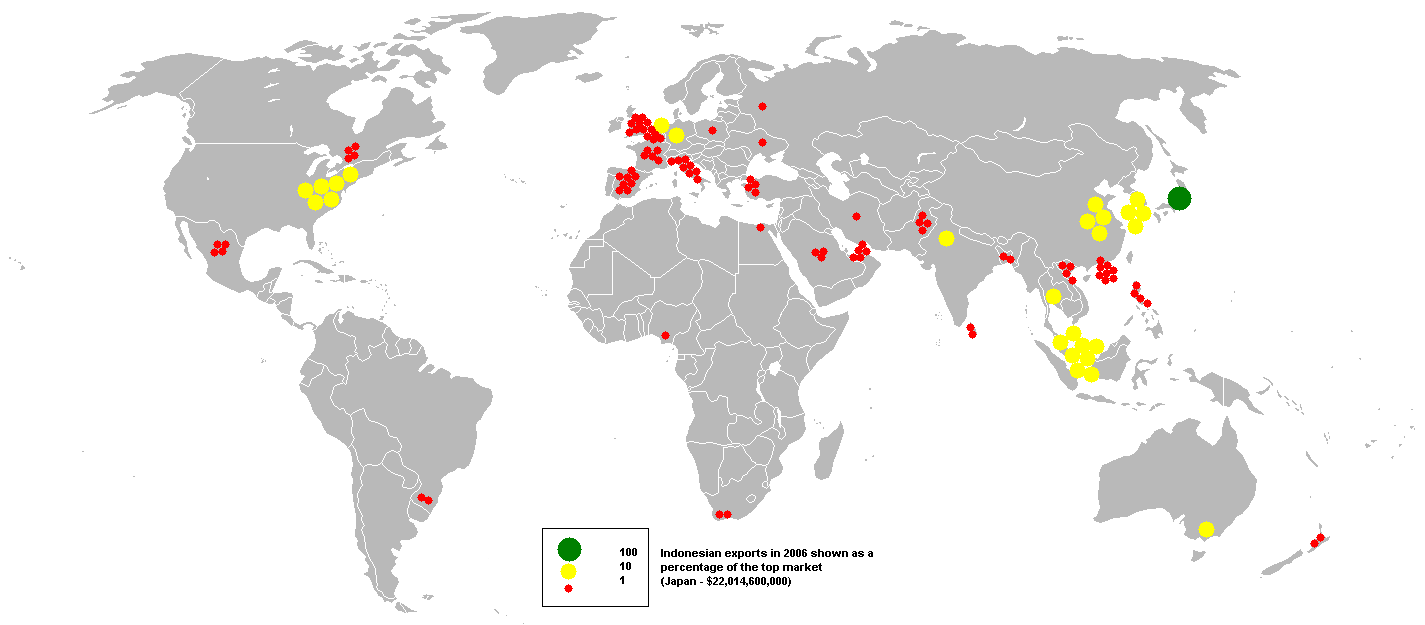
توزيع صادرات إندونيسيا في عام 2006: تحليل حسب النسبة المئوية للسوق الرئيسي (اليابان) مع بيانات من صندوق النقد الدولي

### الزراعة
الزراعة هي قطاع رئيسي يساهم ب 14.43٪ من الناتج المحلي الإجمالي. تزرع حاليًا حوالي 30٪ من مساحة الدولة ويعمل بالقطاع حوالي 49 مليون شخص (41٪ من إجمالي القوى العاملة). تشمل السلع الزراعية الأولية الأرز والكسافا والفول السوداني والمطاط الطبيعي والكاكاو والبن وزيت النخيل ولب جوز الهند؛ الدواجن ولحم البقر ولحم الخنزير والبيض. يعد إنتاج زيت النخيل أمرًا حيويًا للاقتصاد حيث تعد إندونيسيا أكبر منتج ومستهلك للسلعة في العالم، حيث توفر حوالي نصف الإنتاج العالمي.
بلغ إجمالي إنتاج المأكولات البحرية حوالي 22.31 مليون طن متري في عام 2015، بقيمة حوالي 18.10 مليار دولار أمريكي. بالنسبة صيد الأسماك ثابتًا في 2011-2015، بينما كانت هناك زيادة في الإنتاج الزراعي خلال نفس الفترة.

### صناعة السيارات
باعت إندونيسيا 7.6 مليون دراجة نارية في عام 2010، والتي أنتجت بشكل أساسي في البلاد. قادت هوندا السوق بحصة سوقية بلغت 50.95٪، تلتها ياماها بنسبة 41.37٪. بلغ إجمالي مبيعات السيارات بالتجزئة 888335 وحدة في عام 2011، بزيادة قدرها 19.26٪ عن العام الماضي. سيطرت تويوتا على سوق السيارات المحلي (35.34٪) تلتها دايهاتسو وميتسوبيشي بنسبة 15.44٪ و14.56٪ على التوالي. زادت المبيعات في عام 2012 بشكل ملحوظ بنسبة 24٪.
أنتجت البلاد في عام 2017 ما يقرب من 1.2 مليون سيارة، مما جعلها تحتل المرتبة الثامنة عشر في العالم. أنتجت البلاد 1.34 مليون سيارة في عام 2018 وصدرت 346 ألف سيارة، معظمها إلى الفلبين وفيتنام.

## مزيد من القراءة
- Eng، Pierre van der (2010). "The sources of long-term economic growth in Indonesia, 1880–2008". Explorations in Economic History. ج. 47 ع. 3: 294–309. DOI:10.1016/j.eeh.2009.08.004.